# Štětkovice
Štětkovice település Csehországban, a Příbrami járásban. Štětkovice Vojkov, Prosenická Lhota és Kosova Hora településekkel határos. Lakosainak száma 349 fő (2024. január 1.).

## Népesség
A település lakosságának változását az alábbi diagram mutatja:
| Lakosok száma | 383  | 362  | 352  | 235  | 243  | 312  | 325  | 348  | 354  | 349  |
|               | 1869 | 1900 | 1921 | 1961 | 1980 | 2011 | 2016 | 2019 | 2021 | 2024 |